# Rich Hill (Misuri)
Rich Hill es una ciudad ubicada en el condado de Bates en el estado estadounidense de Misuri. En el Censo de 2010 tenía una población de 1396 habitantes y una densidad poblacional de 392,28 personas por km².

## Geografía
Rich Hill se encuentra ubicada en las coordenadas 38°5′45″N 94°21′49″O / 38.09583, -94.36361. Según la Oficina del Censo de los Estados Unidos, Rich Hill tiene una superficie total de 3.56 km², de la cual 3.54 km² corresponden a tierra firme y (0.58%) 0.02 km² es agua.

## Demografía
Según el censo de 2010, había 1396 personas residiendo en Rich Hill. La densidad de población era de 392,28 hab./km². De los 1396 habitantes, Rich Hill estaba compuesto por el 95.49% blancos, el 0.21% eran afroamericanos, el 0.43% eran amerindios, el 0.07% eran asiáticos, el 0% eran isleños del Pacífico, el 0.57% eran de otras razas y el 3.22% pertenecían a dos o más razas. Del total de la población el 1.43% eran hispanos o latinos de cualquier raza.